# Basílica de Nuestra Señora de los Milagros

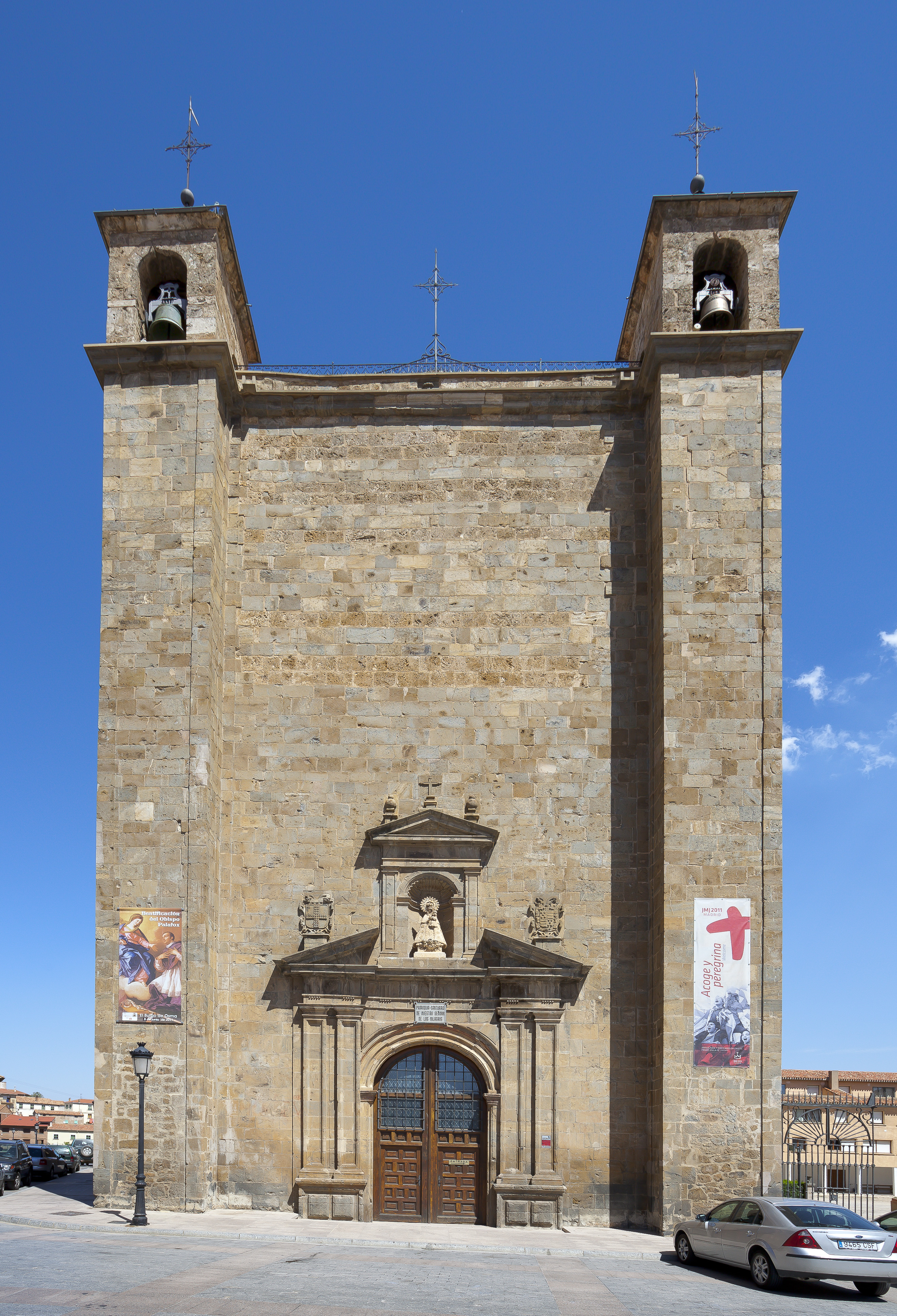
Fassade der Basilika

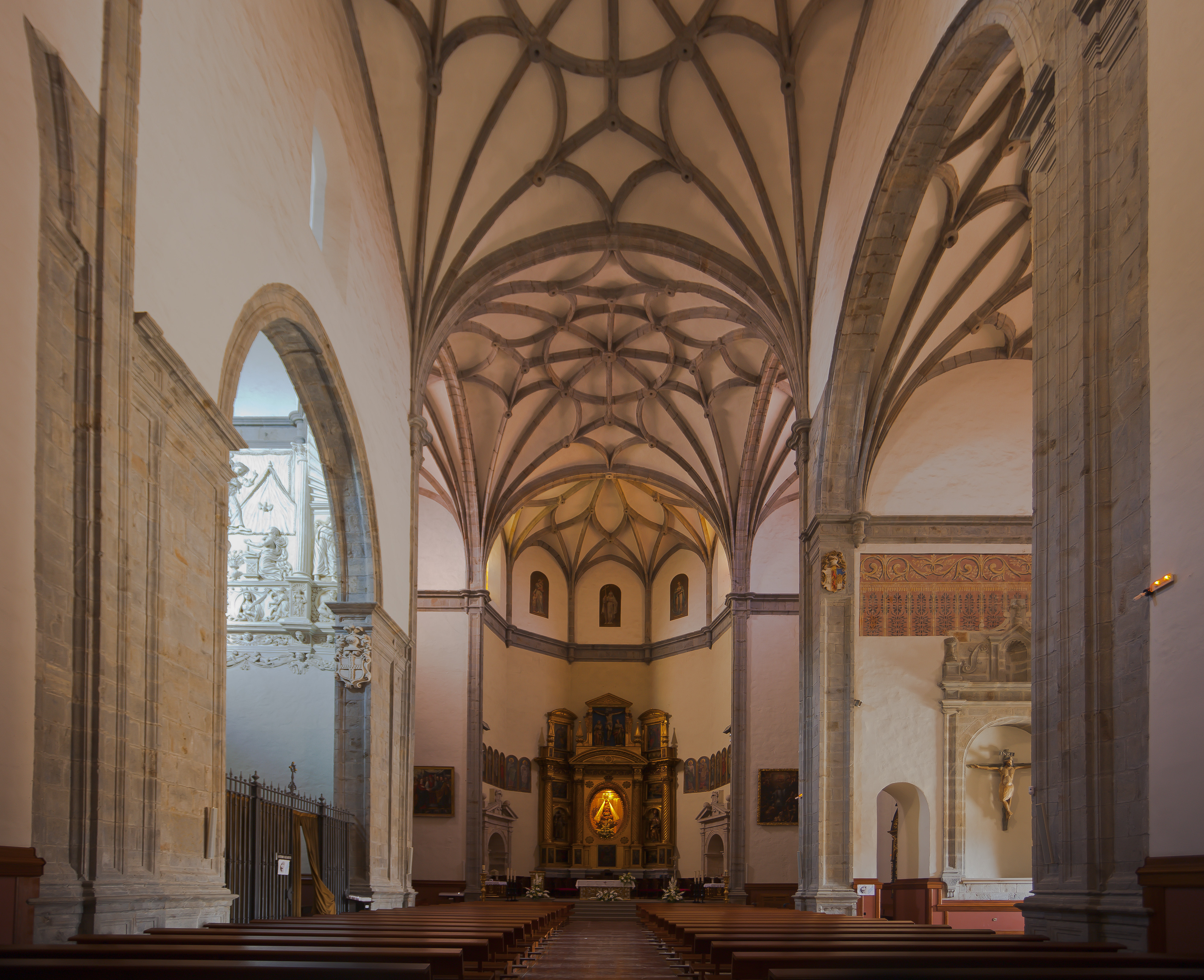
Innenraum mit Blick zum Altar

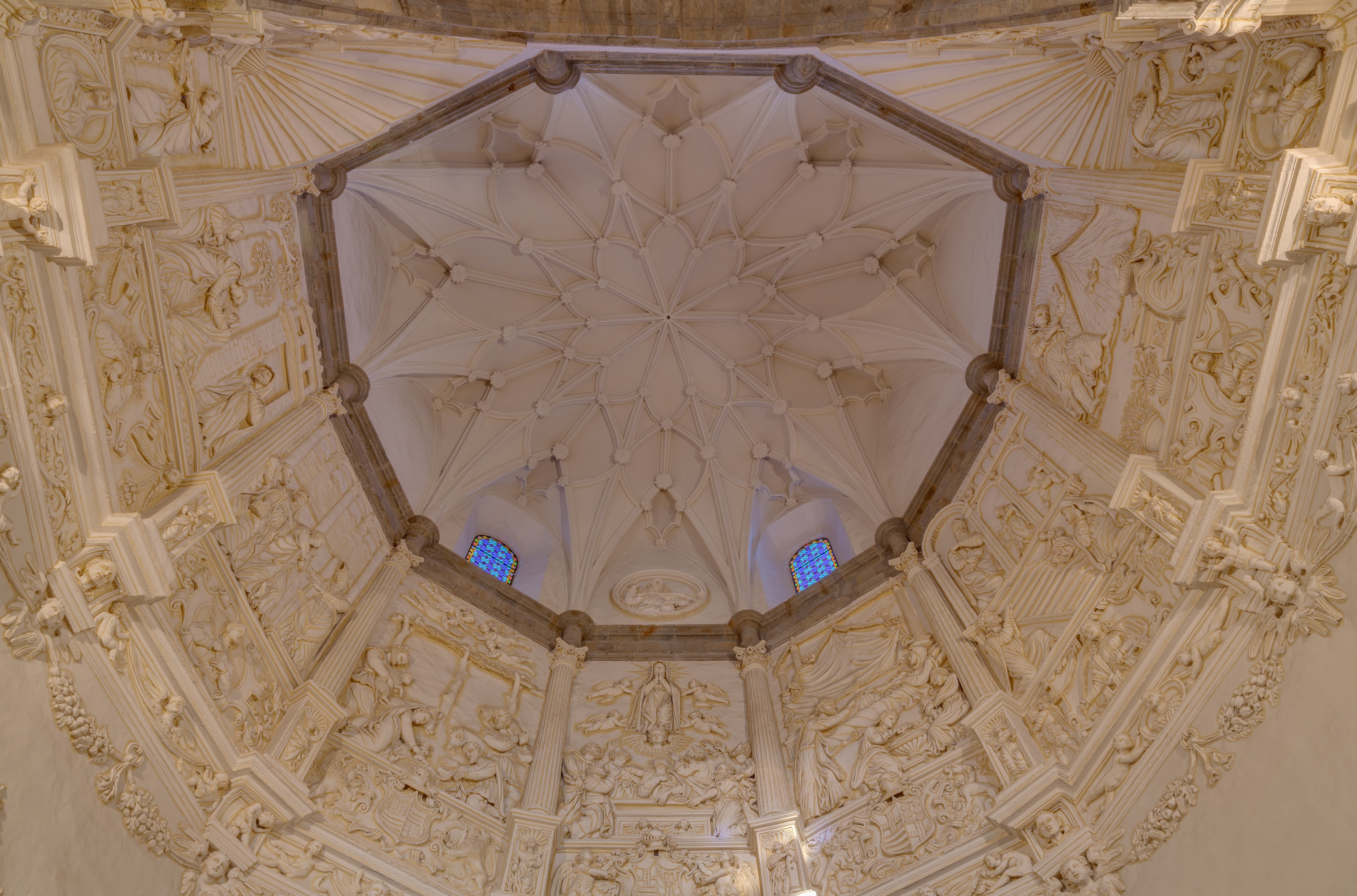
Capilla del Carmen

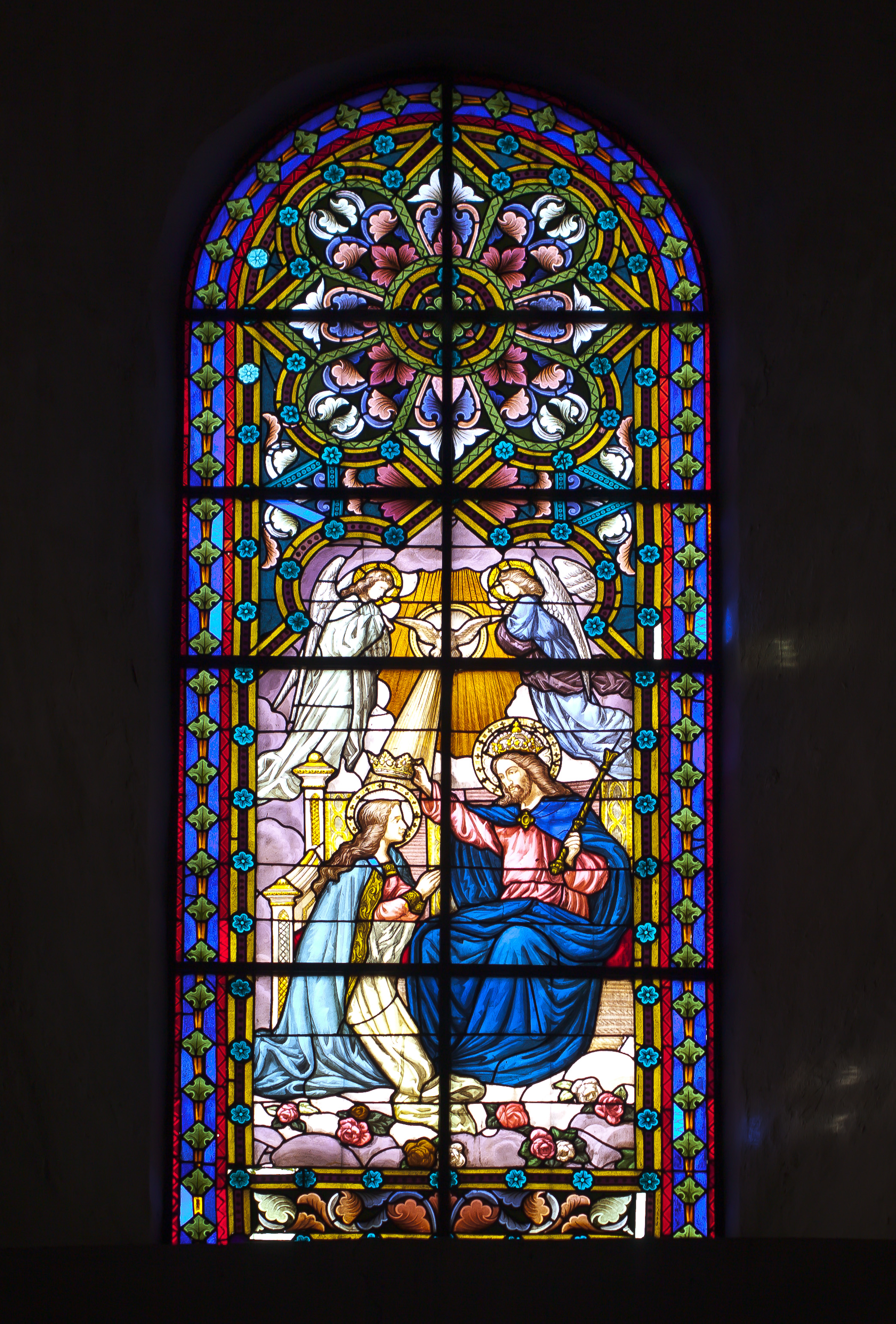
Beispiel von Glasmalerei in der Basilika

Die Basílica de Nuestra Señora de los Milagros (deutsch Basilika Unserer Lieben Frau von den Wundern) ist eine römisch-katholische Pfarrkirche in Ágreda in der spanischen Provinz Soria. Die Kirche des Bistums Osma-Soria wurde im 16. Jahrhundert im Stil der Gotik und Renaissance erbaut.

## Geschichte
Die Kirche, die fast die ganze Fläche des Hauptplatzes der Stadt einnimmt, wurde Mitte des 16. Jahrhunderts als Teil des alten Klosters von San Agustín erbaut. Das Kloster wurde 1836 aufgelöst und vorläufig als Schule genutzt. Die Klosterkirche wurde daraufhin in eine Pfarrkirche umgewandelt. Den Titel einer Basilica minor trägt die Kirche ab immemorabili.

## Beschreibung
Die Kirche Unserer Lieben Frau von den Wundern wurde mit fast kathedralenähnlichen Proportionen erbaut und betonte die großen Dimensionen der Fassade, einer strengen Wand ohne Dekoration in strenger steinerner Monotonie, die nur an den Seiten zwei robuste Eckpfeiler aufbrechen, auf denen zwei Turmspitzen herausragen. An der Basis öffnet sich das Portal im Post-Herrera-Stil, bestehend aus einem Halbkreisbogen, zwei Pilasterpaaren, klassischem Gesims und einem in Nischen aufgeteilten Giebel, die eine Marienfigur in Alabaster präsentiert. 
Die Kirche ist auf dem Grundriss eines lateinischen Kreuzes gebaut, wobei der Chor am Fuß den ersten Abschnitt des einschiffigen Raumes einnimmt, dessen Gewölbe von einem korbartigen Bogen getragen wird. Das Schiff besteht aus drei Abschnitten, die durch Rundbögen voneinander getrennt sind und wie bei der Vierung mit einem sternförmigen Kreuzgewölbe bedeckt sind. Vor dem Querschiff sind parallel dazu die Seitenkapellen angeordnet. Der Altarraum schließt mit einer fünfseitigen Apsis.

## Altarraum
Der vergoldete, barocke Hochaltar besteht aus Predella, Korpus, Wimperg und zwei Flügeln. Der Mittelteil zeigt in einem großen zentralen Oval das Bild der Titelpatronin, der Jungfrau der Wunder, die sitzend und mit dem Kind im Arm dargestellt wird, es ist eine schwarze, goldene und vielfarbige Jungfrau aus dem 14. Jahrhundert mit spätromanischen Bezügen. Gemälde in verschiedenen Größen und Statuen von Martin von Tours und Jakob dem Älteren rahmen sie ein. In der oberen Etage befindet sich ein wunderschöner Kalvarienberg von ausgezeichneter Statur mit Gemälden, die die Heiligen Petrus und Paulus darstellen. Neben dem Altar sind an der Wand Gemälde von weiteren Aposteln auf Tafeln gemalt.

## Seitenkapellen
Auf der Seite öffnet sich die Kapelle von Carmen, ein monumentaler Renaissance-Raum mit einem verschwenderischen Dach von unregelmäßigem Querschnitt, das mit einem kunstvollen Sterngewölbe verziert ist, das die Kapelle über zwei laternenartige Fenster beleuchtet. 
Auf der Seite öffnet sich die Kapelle von St. Peter, in der ein gotisches Kruzifix, das als Christus der Templer bekannt ist, und eine weitere Petrusstatue untergebracht sind, zusammen mit den päpstlichen Attributen der Basilica minor. Ebenso befindet sich hier ein romanisches Taufbecken.